# كينيث جي. ماير
كينيث جي. ماير هو شخصية أعمال وسياسي أمريكي، ولد في 24 يونيو 1959. نشط حزبياً في الحزب الجمهوري. وقد انتخب عضو مجلس نواب تينيسي ‏.